# Sérgio Cruz
Sérgio Manoel da Cruz (Salgueiro, 1942) est un homme politique, journaliste et auteur brésilien.  
Il mena de front d’une part une carrière de journaliste, dans la presse tant écrite qu’audiovisuelle, et d’autre part, sous l’étiquette du parti PMDB, une carrière politique, tant au niveau de son État d’adoption, le Mato Grosso (plus tard, après la scission de cet État, le Mato Grosso do Sul), qu’au niveau fédéral. Dans son État, sa volonté de combattre le narcotrafic lui valut de subir deux attentats, dont un grave ; à l’échelon national, il plaida (en vain) pour l’élection directe du président de la république et, ayant à s’occuper de questions d’enseignement, permit notamment la création de l’université de Grande Dourados. Il est l’auteur d’un certain nombre d’ouvrages sur des thèmes d’actualité ou sur l’histoire récente du Mato Grosso.

## Biographie
Fils de Manoel Laudemiro Rodrigues et d’Emília Maria da Cruz, Sérgio Cruz naquit dans l’État du Pernambouc, mais quitta son État natal à l’âge de 8 ans, lorsque ses parents, poussés par une grave sécheresse, décidèrent de se fixer dans l’État de São Paulo, d’abord dans la ville de Junqueirópolis, ensuite dans celle de Paulicéia.
En 1960, Sérgio Cruz (nom sous lequel il est le mieux connu) élut domicile dans l’État (anciennement unitaire) du Mato Grosso, dans l’espoir d’échapper au dur labeur des campagnes. Cette même année, à l’âge de 18 ans et n’ayant accompli alors que la 4e année de l’enseignement primaire, il trouva son premier emploi urbain à la station de radio Rádio Clube de Dourados, dans l’actuel Mato Grosso do Sul. Il complétera sa formation scolaire ultérieurement, en suivant les cours de sciences économiques (jusqu’à la troisième année) dans la ville de Marília (São Paulo).
Il épousa Eni Nates Martins da Cruz, de qui il eut deux filles.

## Journalisme
Dans la presse audiovisuelle, Sérgio Cruz, à la fois homme de radio et présentateur de télévision, collabora à plusieurs stations de radio, comme Rádio Clube à Dourados, Rádio Brasil à São Paulo, Rádio Voz d’Oeste dans le Mato Grosso, Rádio Clube à Santo André (São Paulo) etc., et à différentes chaînes de télévision telles que TV Caiuás, TV MS, TVE Regional et TV Guanandi, tous implantés dans le Mato Grosso do Sul. Il cofonda en outre la Web TV Viamorena.
Parallèlement, Sérgio Cruz rédigea des articles pour le compte de quasi tous les journaux du Mato Grosso do Sul (Diário da Serra, Tribuna, O Mato-Grossense, O Progresso), et dirigea l’hebdomadaire Panfleto et les quotidiens Jornal do Povo et Primeira Hora. À l’heure actuelle (2015), il est commentateur politique sur Radio Capital FM de Campo Grande, dans le Mato Grosso do Sul.

## Activité politique
Son premier engagement politique fut aux côtés de l’ancien PTB, avant le coup d’État de 1964. En 1968, il adhéra au MDB, parti d’opposition au régime militaire, et milita vigoureusement contre la dictature. Il devint en 1975 le vice-président et secrétaire général du MDB.

### Député à l’assemblée du Mato Grosso
Élu député à l’assemblée du Mato Grosso (pour un mandat de 1975 à 1979), Sérgio Cruz exerça également la fonction de président de la Commission de l’éducation et eut une part active au mouvement divisionniste (sécessionniste), qui finit par obtenir en 1977 la création de l’État du Mato Grosso do Sul par scission d’avec l’État du Mato Grosso, et présida la commission d’accompagnement (Comissão Pró-Divisão) instituée au sein de l’assemblée législative à Cuiabá et chargée de superviser le processus de scission. Après la séparation (« émancipation ») du nouvel État fédéré en 1977, il optera pour le nouvel État, appelé Mato Grosso do Sul, et se fit élire, toujours sous l’étiquette MDB, député à l’assemblée législative de ce nouvel État (pour un mandat allant de 1979 à 1983), où il fera figure de chef de file de l’opposition, ainsi du reste qu’à l’assemblée constituante. Victime d’un attentat en 1975, où cinq hommes entreprirent de le tabasser, il accusa le sénateur Antônio Mendes Canale d’en avoir été le commanditaire ; cependant l’affaire ne pourra pas être élucidée. Avec l’extinction du bipartisme en novembre 1979 et la subséquente recomposition de l’échiquier politique, il adhéra au Parti du mouvement démocratique brésilien (Partido do Movimento Democrático Brasileiro, en abrégé PMDB), et devint cette même année le chef de la fraction PMDB à l’assemblée du Mato Grosso do Sul.
Vers le milieu de la décennie 1980, il introduisit une requête à l’assemblée législative, dans laquelle il demanda la convocation d’une commission parlementaire d’enquête (une CPI, selon son sigle en portugais) chargée de tirer au clair l’implication des pouvoirs publics dans les groupes de contrebandiers qui sévissaient alors aux confins de l’État fédéré. Parmi les personnalités politiques qu’il dénonça figurait le gouverneur Pedro Pedrossian (1980-1983), qui, selon Sérgio Cruz, était en relation avec Fahd Jamil, désigné comme l’un des principaux contrebandiers de Ponta Porã. La demande de CPI approuvée, Sérgio Cruz reçut des menaces anonymes et, en décembre, devint la cible de coups de feu au moment où il se rendait à la rédaction du journal d’opposition Jornal do Povo, dont il était alors propriétaire. Blessé, il accusa Fahd Jamil d’être le commanditaire de l’attentat. Toutefois, en 1981, l’enquête policière identifia comme les auteurs des faits deux escrocs immobiliers, qui étaient passés aux aveux et étaient les associés du député du Parti démocratique social (PDS) Osvaldo Ferreira Dutra et de son frère Osmar, chef de cabinet du gouverneur Pedro Pedrossian. Cependant, même après clôture de l’enquête, Sérgio Cruz s’obstinera à accuser Fahd Jamil ; confronté à la perspective d’être suspendu de l’assemblée pour répondre à une procédure en calomnie et diffamation, il menaça de requérir une vérification des comptes de l’assemblée législative du Mato Grosso do Sul : l’on renonça à demander sa suspension.
Il fut candidat à la mairie de Campo Grande en 1976 (pour le MDB) et en 1985 (pour le PDT).

### Député fédéral
Élu député fédéral pour le PMDB (1983-1987), il devint en 1983 membre titulaire de la Commission des finances et en 1986 président de la Commission de l’Indien. Il lui incombera également de représenter la Chambre des députés lors de diverses solennités telles que l’anniversaire de l’émancipation politico-administrative de la municipalité d’Aquidauana (Mato Grosso do Sul) en 1983 ou que la 3e réunion régionale de la Société brésilienne pour le progrès de la science (SBPC) à Campo Grande en 1986. Il participa à titre officiel à quelques missions internationales, intervenant notamment en 1985 comme observateur de la part du Congrès national brésilien pendant les élections parlementaires au Nicaragua, et en 1986 comme invité du parti social-démocrate au congrès de soutien à la démocratie chilienne, à Santiago du Chili, sous la dictature d’Augusto Pinochet.
À la Chambre des députés, il fut l’auteur d’une proposition d’amendement de la constitution, portant création d’une Assemblée nationale constituante, et d’une autre portant création de tribunaux régionaux du travail dans tous les États fédérés ainsi que dans le District fédéral ; il fut à l’initiative d’un projet de loi portant création d’une bourse d’études pour l’enseignement secondaire, d’un autre portant création de l’université fédérale de Grande Dourados, d’un autre encore (rejeté par la Commission des lois en août 1983) tendant à faire d’Antônio Conselheiro le « patron national des droits de l’homme », et d’un autre encore portant création de cours du soir dans les universités publiques.
Au Congrès national, lors de la session du 25 avril 1984, il vota en faveur de l’amendement Dante de Oliveira proposant, pour le mois de novembre prochain, le rétablissement de l’élection directe du président de la république. Comme l’amendement ne recueillit pas le nombre de voix nécessaires — il en manquait 22 pour que le projet pût être soumis au sénat fédéral — la succession à la présidence sera une fois encore décidée par la voie indirecte. Dans le collège électoral réuni à cet effet le 15 janvier 1985, Sérgio Cruz vota aux côtés du groupe d’opposition mené par Tancredo Neves, lequel fut élu président par l’Alliance démocratique réunissant le PMDB et une dissidence du PDS. Cependant, pour cause de maladie, Tancredo ne sera pas investi dans la fonction, et décédera le 21 avril 1985. Son suppléant était le vice-président José Sarney, qui avait déjà exercé la charge par intérim depuis le 15 mars.
En juillet 1985, Sérgio Cruz quitta le PMDB et, après avoir déposé son mandat de député fédéral, s’en alla rejoindre le Parti démocratique travailliste (PDT). Aux élections de novembre de cette année, il fut en lice, sous les couleurs de ce parti, pour la mairie de Campo Grande, mais fut battu. Il s’en revint à la Chambre des députés en 1986, c’est-à-dire la même année où il décida de quitter le PDT et de se joindre au Parti des travailleurs (PT). Lors du scrutin de novembre 1986, il fut candidat, autour de la plate-forme électorale du PT, à un siège à l’Assemblée nationale constituante, mais se détachera ensuite de cette plate-forme, une fois les élections passées. N’ayant pas été élu, il quitta la Chambre des députés à la fin de la législature, en janvier 1987. 
En 1994, il adhéra à nouveau au PDT, devenant membre du directoire régional du parti pour l’État du Mato Grosso do Sul. Aux élections d’octobre 1998, il concourut pour une place de député fédéral pour le PDT, mais ne réussit à obtenir qu’une suppléance. L’année suivante, il fonda la Ligue pro-État du Pantanal, laquelle œuvrait à faire changer le nom de l’État du Mato Grosso do Sul en État du Pantanal. 
En 2002, il fut honoré du titre de Citoyen Sul-matogrossense à l’assemblée législative du Mato Grosso do Sul, puis, trois ans plus tard, à l’instigation de l’adjoint au maire Carlinhos Cantor du Parti libéral (PL), de celui de Citoyen Douradense, pour avoir présenté en 1983, et fait aboutir, son projet d’université fédérale de Grande Dourados (UFGD).
En vue des élections pour le gouvernorat du Mato Grosso do Sul d’octobre 2006, son nom fut proposé comme candidat par la direction locale du Parti social libéral (PSL), mais la candidature ne sera pas officialisée ; s’affrontèrent finalement dans ce scrutin Delcídio do Amaral, le candidat du PT, et André Puccinelli, du PMDB, ce dernier l’emportant.

## Écrits
Dans le domaine des publications écrites, Sérgio Cruz fut l’auteur ou le coauteur des ouvrages suivants :
- Guerra ao Contrabando, depoimento de um sobrevivente (litt. Guerre à la contrebande. Témoignage d’un survivant), où il relate l’action des contrebandiers dans le Mato Grosso do Sul et l’attentat dont il fut victime, attentat imputé au crime organisé.
- Pantanal, estado das águas (litt. Pantanal, État des eaux), où il défendit le changement de nom de Mato Grosso do Sul en État du Pantanal.
- Por que mataram o doutor Ari? (litt. Pourquoi ont-ils tué le docteur Ari ?), où il raconte la mort d’Ari Coelho de Oliveira, maire de Campo Grande, assassiné en 1952 dans la ville de Cuiabá.
- Sangue de Herói, retrace la vie, l’œuvre et le meurtre d’Amando de Oliveira (adjoint au maire de Campo Grande, assassiné en 1914).
- Datas e Fatos Históricos, qui expose quelques épisodes de l’histoire du Mato Grosso do Sul à partir de faits d’actualité.